# Remain in Light

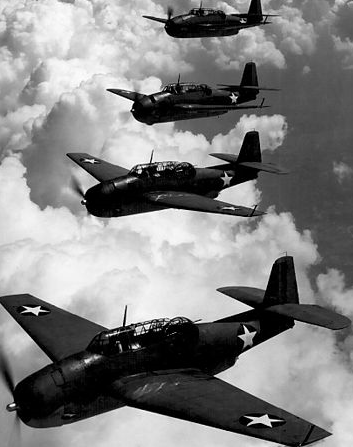
Fotografia samolotów Grumman TBF Avenger użyta w pierwotnym projekcie okładki płyty.

Remain in Light – czwarty album postpunkowego zespołu Talking Heads, wydany 8 października 1980.
Album jest celebrowany za innowacyjne połączenie muzyki rockowej z elementami funk, worldbeat i przede wszystkim afrobeat, które wynikało z fascynacji zespołu afrobeatowymi wykonawcami jak Fela Kuti. Paleta dźwięków albumu zawiera afrykańskie polirytmy, dynamiczne kompozycje oparte na jednym akordzie, nakładające i zazębiające się warstwy instrumentacji i wokali oraz wyszukaną wieloelementową perkusję.
Ideę okładki albumu stworzyli basistka zespołu Tina Weymouth oraz perkusista Chris Frantz. Wykonał ją Instytut Technologii w Massachusetts oraz firma designerska M&Co.
W 2003 album został sklasyfikowany na 126. miejscu listy 500 albumów wszech czasów magazynu Rolling Stone.

## Lista utworów

### Strona A
1. "Born Under Punches (The Heat Goes On)" – 5:46
2. "Crosseyed and Painless" – 4:45
3. "The Great Curve" – 6:26

### Strona B
1. "Once in a Lifetime" – 4:19
2. "Houses in Motion" – 4:30
3. "Seen and Not Seen" – 3:20
4. "Listening Wind" – 4:42
5. "The Overload" – 6:00